# كميل الأسود
كميل حسن عبد الله أحمد حسن الأسود (ولد في 8 أبريل 1994 في المنامة، البحرين) لاعب كرة قدم دولي بحريني يجيد اللعب في مركز الوسط المهاجم والوسط المحوري.
 يلعب حاليا لصالح العربي الرياضي الكويتي الذي ينافس في دوري زين الكويتي.

## الإنجازات

### الرفاع
- الدوري البحريني الممتاز (1): 2014
- كأس الاتحاد البحريني (1): 2014

### منتخب البحرين
- كأس الخليج للمنتخبات الأولمبية (1): 2013
- كأس الخليج ( خليجي 24 ) 2019
- كأس الخليج ( خليجي 26 ) 2024/2025

## روابط خارجية
- كميل الأسود على موقع إي إس بي إن إف سي (الإنجليزية)
- كميل الأسود على موقع قاعدة بيانات كرة القدم.إي يو (الإنجليزية)
- كميل الأسود على موقع ناشيونال فوتبول تيمز (الإنجليزية)
- كميل الأسود على موقع Soccerway.com (الإنجليزية)
- كميل الأسود على موقع عالم كرة القدم.نت (الإنجليزية)